# Тесей
Тесе́й или Тезе́й (др.-греч. Θησεύς, лат. Theseus) — персонаж греческой мифологии, центральная фигура аттического мифологического цикла. Трезенская царевна Эфра из рода Пелопидов родила Тесея сразу от двух отцов — земного (царя Афин Эгея) и божественного (морского бога Посейдона). С детства этот герой отличался храбростью и силой. Возмужав, Тесей проделал путь до Афин, в пути победив множество чудовищ и злодеев (в том числе разбойника Прокруста). Узнанный земным отцом, он отправился на Крит, где благодаря помощи царевны Ариадны убил чудовище по имени Минотавр, жившее в Кносском лабиринте. На обратном пути Тесей оставил Ариадну на одном из островов. Подплывая к Аттике, он забыл поменять чёрный парус на своём корабле на белый; из-за этого Эгей покончил с собой от горя, и Тесей стал царём Афин. В этом качестве он организовал синойкизм — разрозненные аттические общины объединились под его властью в рамках афинского полиса. По данным разных авторов, Тесей участвовал в калидонской охоте, кентавромахии, походе аргонавтов, войне с амазонками. Одна из амазонок стала его женой и родила сына Ипполита. Позже Тесей женился во второй раз — на сестре Ариадны Федре. Та влюбилась в своего пасынка и, не найдя взаимности, оклеветала его, после чего покончила с собой. Тесей проклял Ипполита, и тот погиб.
Когда Тесею было уже 50 лет, он совместно с другом Пирифоем похитил юную Елену, чтобы сделать её своей женой. Потом друзья отправились в царство мёртвых за Персефоной для Пирифоя, но там оказались прикованы к скалам. Через несколько лет Тесея освободил Геракл. Тесей не смог вернуться к власти в Афинах и оказался на Скиросе, царь которого Ликомед столкнул его со скалы.
В историческую эпоху Тесей стал одним из самых популярных мифологических персонажей Эллады и символом афинской государственности. В Афинах по крайней мере с 470-х годов до н. э. существовал его культ. Мифы о Тесее стали источником сюжета для множества произведений изобразительного искусства Греции и Рима, для ряда трагедий (в том числе Эсхила, Софокла, Еврипида, Сенеки). Наибольшую популярность обрели легенды об Ариадне и особенно о Федре и Ипполите, в которых Тесей был героем второго плана. Они использовались и в эпоху Нового времени в драматургии (самый известный пример — «Федра» Жана Расина), в музыке и живописи. В XX веке Тесей стал главным героем романов Андре Жида и Мэри Рено.

## В мифологии

### Происхождение
Матерью Тесея была Эфра — дочь Питфея, царя, а по одной из версий мифа ещё и основателя города Трезен в Арголиде. Питфей, один из сыновей Пелопа и Гипподамии, возводил свою родословную к Танталу, а через него — к самому Зевсу. От Пелопа происходили и многие другие выдающиеся герои: царь Микен Агамемнон, царь Спарты Менелай, царь Тиринфа Амфитрион (внуки), царь Саламина Аякс Теламонид, Геракл (правнуки). По словам Плутарха, Тесей придавал особенное значение своему родству с Гераклом, доблестью которого восхищался и подвиги которого хотел затмить.
Однажды в Трезене остановился царь Афин Эгей, принадлежавший к роду Эрехтеидов (его предок Эрихтоний был сыном Гефеста и Геи, то есть земли). Эгей ездил к пифии, чтобы узнать, родится ли у него сын, но получил только загадочный совет «не развязывать нижний край бурдюка, пока не достигнет Аттики». Питфей, узнав об этом, понял, что у его гостя появится могучее потомство, которое будет править Афинами; поэтому он напоил Эгея и уложил его спать вместе с Эфрой (по другим данным, Питфей убедил Эгея возлечь с царевной или «принудил обманом»). В ту же ночь или накануне ложе с Эфрой делил и морской бог Посейдон. После этого дочь Питфея забеременела, так что её ребёнок имел сразу двух отцов — земного и божественного. Эгей сразу после ночи с царевной уехал на родину и попросил воспитывать ребёнка в Трезене в глубокой тайне, поскольку боялся козней своих племянников Паллантидов, оспаривавших у него власть. Афинский царь оставил под огромным камнем сандалии и меч; сын Эфры должен был отправиться к отцу после того, как сможет поднять этот камень.
Исследователи констатируют, что происхождение Тесея было весьма необычным. Через земного отца он был потомком чудовищ, полулюдей-полузмей; сам Тесей как сын земной женщины и бога принадлежал к племени героев и боролся с чудовищами, но при этом его божественный отец Посейдон — наиболее дикий и хтоничный из олимпийцев. Эгей, согласно одной из гипотез, изначально был морским богом у древних ионийцев, но позже превратился в героя и легендарного царя Афин, а в Эфре некоторые антиковеды видят одну из персонификаций Афины: в античную эпоху считалось, что Трезен посвящён и этой богине, и Посейдону одновременно. Греческая мифология знает и другие случаи двойного отцовства, но речь всегда идёт о парах близнецов (Геракл и Ификл, Диоскуры Кастор и Полидевк, Афаретиды Идас и Линкей). Поэтому существует гипотеза, что изначально предполагалось наличие брата-близнеца и у Тесея.

### Ранние годы и путь в Афины
По данным Павсания, Эфра родила сына в местечке Генетлий на пути из Трезена в гавань Келендерис. Ребёнок получил имя Тесей (Фесей). Поздние античные авторы пытались связать это имя со словами thesis («клад») и thesthai paida («усыновить ребёнка»); во втором случае предполагалось, что сын Эфры получил имя уже взрослым, когда пришёл в Афины и был признан отцом. У антиковедов есть предположение о связи имени с пеласгическим tçu->thçso- — «быть сильным».
Тесей воспитывался Питфеем — по словам Плутарха, «ученейшим и мудрейшим мужем своего времени». Известно, что его наставником был некто Коннид, борьбе (в ней мальчик особенно преуспел) его учили Форбант и сама Афина, а искусству охоты — кентавр Хирон. С малых лет Тесей выделялся храбростью, умом и физической силой. Локальный трезенский миф рассказывает, что, когда Тесею было семь лет, у Питфея гостил Геракл; во время пира все мальчики испугались львиной шкуры гостя и убежали, но сын Эфры, решив, что перед ним настоящий лев, выхватил у стражника топор, чтобы кинуться в схватку.
Выйдя из детского возраста, Тесей посетил Дельфы и, в соответствии с традицией, посвятил прядь своих волос Аполлону. Это был символический акт, означавший, что юноша вручает свою судьбу богу и надеется на его помощь. При этом волосы были острижены только спереди; позже такая стрижка вошла в моду и была названа «Тесеевой». На шестнадцатом году жизни Тесей узнал от матери, что его отец — Эгей, приподнял камень и забрал меч с сандалиями. Теперь его путь лежал в Афины. Эфра и Питфей советовали ему плыть морем, но Тесей выбрал сложный и опасный путь по суше, через Истм, который кишел тогда чудовищами и разбойниками. В то время Геракл находился в рабстве у лидийской царицы Омфалы, из-за чего, по словам Плутарха, «в греческих землях злодеяния вновь вырвались наружу и расцвели пышным цветом: не было никого, кто бы их подавил или обуздал». Тесей счёл позорной для себя гипотетическую попытку уклониться от встречи с опасностью и увидел в путешествии через Коринфский перешеек возможность сравняться славой со своим родичем.
Всех разбойников, встретившихся ему в дороге, Тесей победил в единоборстве и убил, причём каждый раз он казнил врага тем же способом, каким тот прежде расправлялся с путниками. Первым, неподалёку от Эпидавра, погиб Перифет или Коринет («дубиноносец»), сын Гефеста, использовавший в бою медную палицу. Это оружие Тесей взял с собой и в дальнейшем всегда сражался именно им. Антиковеды полагают, что этот эпизод был придуман античными писателями относительно поздно, чтобы обосновать наличие у Тесея палицы — оружия, которым действовал ещё и Геракл. На Истме герой убил Синида, «сгибателя сосен»: тот привязывал свои жертвы к вершинам двух согнутых деревьев, и их разрывало надвое. На пути к Мегарам Тесей убил свирепую кроммионскую свинью по кличке Фэя (есть альтернативная версия, согласно которой это была женщина по имени Фэя, прозванная «свиньёй» «за гнусный нрав и образ жизни»). У границ Мегариды заслуженная кара постигла Скирона, заставлявшего путников мыть ему ноги у обрыва, а потом сбрасывавшего их в пропасть ударом пятки. В Элевсине Тесей убил Керкиона, победив его в борьбе. Наконец, в Герме он встретил Дамаста по прозвищу Растягатель (Прокруст). Этот разбойник укладывал свои жертвы на ложе, и тех, чьё тело оказывалось слишком коротким, растягивал, а слишком длинным обрубал ноги; с ним Тесей сделал то же самое.
После всех этих побед Тесей смог отдохнуть у элевсинцев Фиталидов, которые приняли его со всем гостеприимством и очистили от пролитой крови. Следующим пунктом в его путешествии были Афины.

### В Афинах
В то время Афины были маленьким городом, занимавшим только территорию акрополя. В Аттике, помимо Эгея, были и другие цари; к тому же правителю Афин приходилось воевать со своими племянниками Паллантидами, которые не признавали его полноценным представителем царской династии. Сам Эгей в то время находился под влиянием колхидской волшебницы Медеи, которая нашла у него приют после бегства из Коринфа и родила ему сына Меда. Медея надеялась, что этот мальчик унаследует царскую власть, и ревниво относилась к любым другим возможным претендентам. Когда до Афин дошли новости о неизвестном герое, убивающем разбойников на Истме, она догадалась, о ком речь, и уговорила Эгея убить этого человека как явный источник опасности.
Тесей поднялся на афинский акрополь с южной стороны в восьмой день месяца кроний, позже переименованного в гекатомбеон. Сохранился рассказ о том, как путника высмеяли рабочие, строившие храм Аполлона Дельфиния: Тесей был одет в длинный хитон, «волосы его были зачёсаны очень красиво», и его спросили, почему столь юная и прекрасная девушка путешествует одна. Вместо ответа герой выпряг быков из стоявшей рядом повозки и подбросил эту повозку выше храма, показав таким образом удивительную силу. Тесей никому не называл своё имя и не рассказывал о своём происхождении. Царь, по-прежнему не подозревая, кто это, пригласил его на пир. Там Эгей поднёс юноше чашу с отравленным вином, но в последний момент узнал свой меч, которым был подпоясан неизвестный. Он понял, что перед ним собственный сын, и отбросил чашу. Медея бежала с сыном из города, а Тесей был официально признан царским сыном и наследником.
Сразу после этого на Афины двинулись с войском Паллантиды. Тесей возглавил оборону: сначала он разбил тех врагов, которые укрылись в засаде в Гаргетте к востоку от Афин, а потом обратил в бегство второй отряд, которым командовал сам Паллант. По данным некоторых источников, и Паллант, и все пятьдесят его сыновей были убиты. После этого Тесей был оправдан судом в Дельфинии и прошёл в Трезене очищение от пролитой крови родичей. По одной из версий, эти события произошли существенно позже, уже после смерти Эгея.
Античные авторы согласны в том, что вскоре после прибытия в Аттику Тесей сразился с огромным марафонским быком — вышедшим из моря чудовищем, которое вытаптывало поля. Ночь перед поединком герой провёл в доме старушки по имени Гекала, которая была очень гостеприимна и пообещала Зевсу жертву, если Тесей победит. Гекала умерла, не дождавшись возвращения героя, поэтому он учредил специальный культ — Зевса Гекальского, которому с тех пор приносили жертвы женщины, жившие в тех местах. Быка Тесей захватил живьём, выйдя против него один и без оружия, и провёл через Афины, а потом принёс в жертву Аполлону Дельфинию.

### Путешествие на Крит
Вскоре после пленения марафонского быка в Афины прибыло посольство с Крита, чтобы забрать дань. Когда-то Эгей оказался виноват в гибели критского царевича Андрогея, и теперь он должен был в качестве возмещения регулярно выдавать отцу погибшего Миносу определённое количество афинских юношей и девушек. Их увозили на Крит и там отдавали на растерзание жившему в Лабиринте чудовищу по имени Минотавр — сыну царицы Пасифаи и быка, существу с телом человека и бычьей головой. Согласно Плутарху и Диодору Сицилийскому, от Афин требовались семь девушек и семь юношей каждые девять лет, согласно Первому ватиканскому мифографу — каждые семь лет, а по данным Вергилия — семь юношей ежегодно.
Критяне приплыли за данью в третий раз, и теперь в числе юношей, обречённых на растерзание, оказался царевич Тесей. Большинство авторов сообщает, что он вызвался добровольно, чтобы разделить участь сограждан и попытаться освободить их от напасти, убив Минотавра; по данным Ферекида, на Тесея пал жребий, а Гелланик пишет, что царевича выбрал Минос, который приехал за данью лично. Тесей верил в счастливый исход и перед расставанием пообещал отцу, что, если вернётся с победой, кормчий поднимет на его корабле белый парус вместо чёрного. Аполлон, которому царевич принёс жертвы перед отплытием, приказал ему «взять в путеводительницы» Афродиту. Впоследствии богиня любви сыграла важную роль в этой истории.
В пути Минос решил проверить, действительно ли Тесей — сын Посейдона. Он бросил в море перстень; Тесей, получив от божественного отца знак в виде молнии, нырнул в воду. Там его встретили дельфины и нереиды, одна из которых, Фетида, подарила царевичу драгоценный венец, полученный ею от богов на свадьбе с Пелеем. На корабль Тесей вернулся с перстнем Миноса. После прибытия в Кносс в героя влюбилась дочь Миноса Ариадна. Она дала Тесею клубок из нити и объяснила, как с его помощью выбраться из лабиринта после победы над Минотавром. Сама Ариадна получила этот клубок от Дедала, и одна из версий мифа предполагает, что этот мастер помог Тесею напрямую, без посредников. По другой версии, Ариадна дала царевичу венец, который светился в темноте и озарял ему путь. Тесей спустился в Лабиринт, в самой отдалённой его части нашёл Минотавра и сразился с ним. Согласно самым древним версиям мифа, герой был вооружён мечом, согласно более поздним — дубиной. Наконец, некоторые авторы сообщают, что Тесей действовал кулаками. Благодаря своим храбрости и силе, а также помощи богини Афины, которая присутствовала при схватке, он победил и убил чудовище, а потом смог выбраться из Лабиринта — с помощью путеводной нити или сияющего венца.
Существуют альтернативные версии этого мифа. Согласно Клидему, Тесей атаковал Крит во главе флота, убил местного царя у ворот Лабиринта и передал власть Ариадне. Согласно Филохору, афинские юноши и девушки были призом за победу в состязаниях в память об Андрогее. На первых играх победил полководец по имени Тавр — жестокий и высокомерный человек, опасный для Миноса. Он мог победить снова, но Тесей вызвался участвовать и нанёс Тавру поражение. Минос в благодарность дал царевичу свободу и освободил афинян от дани.
Посадив на корабль своих афинских спутников и Ариадну, Тесей немедленно отплыл в сторону Аттики (согласно Ферекиду, чтобы не было погони, он приказал прорубить днища критских кораблей). Из-за бури герой задержался на острове Дия, который позднеантичные писатели отождествляют с Наксосом. Там он бросил Ариадну. Античные авторы по-разному объясняют причины: Тесей либо решил, что афиняне враждебно встретят критянку, либо полюбил другую (дочь Панопея Эглу), либо во сне услышал приказ Диониса отказаться от девушки. По ещё одной версии, Ариадна, будучи уже беременной, умерла во время стоянки на Кипре. Согласно классическому варианту мифа, Тесей оставил Ариадну, когда она спала. Царевна либо повесилась с горя, либо стала возлюбленной Диониса.
Из-за горя от разлуки с Ариадной либо от радости в связи со счастливым возвращением Тесей забыл сменить чёрный парус на белый. Эгей, ждавший сына на акрополе, издалека увидел его корабль; решив, что Тесей мёртв, он бросился вниз и разбился насмерть.

### Царь Афин
После гибели отца Тесей стал царём Афин — по версии Псевдо-Гигина, седьмым по счёту. В этом качестве он провёл масштабные преобразования. Жители Аттики, которые либо населяли со времён Кекропса двенадцать городов, либо со времён Иона жили в рамках четырёх племенных образований (фил), подчиняясь филовасилевсам, были теперь объединены в рамках большой общины — полиса Афины, который начал расширяться на юг и юго-восток от акрополя. По словам Плутарха, Тесей лично обошёл «дем за демом и род за родом», уговаривая подданных согласиться на такое объединение (синойкизм). Аристократам он обещал, что ограничит свою власть, оставшись только военачальником и стражем законов; добившись всеобщего согласия, царь разрушил местные дома советов и пританеи и создал в Афинах новые органы власти. В память об этих событиях он учредил два праздника с жертвоприношениями: Панафинеи и Синойкии (или Метэкии).
Античные авторы пишут, что именно Тесей разделил афинян на три сословия — евпатридов, геоморов и демиургов (благородных, землевладельцев и ремесленников), причём занимать высшие должности могли только евпатриды. Он первым из эллинов чеканил монету, на которую поместил изображение быка. Тесей присоединил к своим владениям Мегариду, стал инициатором переселения ионийцев в Малую Азию и основателем Смирны. На Истме он поставил пограничный столб и учредил там Истмийские игры в честь Посейдона. По одной версии, царь Афин почтил таким образом память Скирона, приходившегося ему родственником, или Меликерта, по другой — пошёл по стопам Геракла, который незадолго до того справил первые игры в честь Зевса Олимпийского. По данным Павсания, искусство борьбы и кулачного боя было изобретено Тесеем; на первых Олимпийских играх этот герой сразился с Гераклом, и поединок закончился ничьей.

### Война с амазонками и другие свершения
По данным некоторых античных авторов, Тесей принял участие в походе Геракла на Понт Эвксинский, против амазонок. Там его пленницей стала Антиопа — либо царица, либо дочь или сестра царицы амазонок. По одной версии, Тесей лично захватил эту девушку в плен, по другой, получил её в подарок от Геракла за храбрость, а по третьей, Антиопа, возглавлявшая осаду Темискиры, сама сдалась, потому что влюбилась в афинского царя. Однако большинство источников утверждает, что Тесей предпринял самостоятельный поход на Понт Эвксинский после Геракла, а Антиопу захватил хитростью, заманив на свой корабль. Амазонку он увёз в Элладу и сделал своей женой. Соплеменницы Антиопы двинулись на Аттику войной, чтобы отомстить за это похищение; они перешли Боспор Киммерийский по льду и подступили к афинскому акрополю. У стен города, на территории исторических Афин, произошло сражение, которое не выявило победителя. По одним данным, Антиопа погибла в схватке, а по другим, она не только выжила, но и добилась заключения перемирия на четвёртый месяц войны. После этого амазонки ушли из Аттики.
Имя афинского царя упоминается в связи со множеством мифологических событий, из-за чего, по словам Плутарха, даже появилась поговорка «Не без Тесея». Так, оно фигурирует во всех трёх сохранившихся списках героев, принявших участие в охоте на огромного вепря в Этолии — у Псевдо-Аполлодора, Овидия и Псевдо-Гигина. Псевдо-Аполлодор и Псевдо-Гигин называют Тесея в числе аргонавтов — спутников Ясона в его плавании в Колхиду за золотым руном. При этом Аполлоний Родосский пишет, что Тесей не смог присоединиться к Ясону, так как в то самое время находился в загробном царстве.
Тесей сыграл важную роль в драматичных событиях, развернувшихся в Фивах. Когда в Аттике появился слепой Эдип, проклятый богами и изгнанный из Фив собственными сыновьями Этеоклом и Полиником, Тесей дал ему убежище в Колоне. Афинский царь был единственным из людей, кто присутствовал при смерти Эдипа, и он похоронил изгнанника в тайном месте. Позже сыновья Эдипа погибли в междоусобице, и новый царь Креонт запретил предавать земле Полиника и его воинов; Тесей по просьбе Адраста вмешался и добился похорон. По одной версии, для этого ему пришлось разбить Креонта в битве, по другой, он уговорил фиванцев заключить перемирие. Филохор пишет, что это был первый договор о погребении трупов.
Ближайшим другом Тесея стал Пирифой — царь лапифов из Фессалии, тоже отличавшийся храбростью и силой. Этот герой предпринял набег на Аттику специально, чтобы познакомиться с афинским царём. Он высадился у Марафона и угнал стадо царских коров; Тесей пустился в погоню, а Пирифой не стал убегать. По словам Плутарха, когда «оба мужа завидели друг друга, каждый был восхищён красотою и отвагой противника». Они не начали сражаться: Пирифой объявил, что примет от Тесея любое наказание за угон скота, а тот простил его и тут же предложил дружбу. Герои на месте скрепили свои отношения клятвами. По альтернативной версии, Пирифой приехал в Аттику после убийства родича, чтобы очиститься.
Тесей упоминается и среди участников кентавромахии — битвы лапифов с кентаврами, которая произошла на свадьбе Пирифоя и Гипподамии. По версии Плутарха, Пирифой пригласил своего нового друга на свадьбу сразу после знакомства; Тесей вместе с другими героями защитил невесту от кентавров-похитителей, а потом задержался в Фессалии до окончания войны. Овидий перечисляет кентавров, убитых афинским царём в схватке. Геродор же пишет, что Тесей на свадьбе не присутствовал, но поспешил на помощь Пирифою, как только узнал о начале конфликта.

### Тесей и Федра
В семье Тесея происходили очень драматичные события. По одной из версий, Антиопа пережила вторжение амазонок, но позже Тесей решил жениться на другой — на младшей сестре Ариадны Федре. Антиопа с этим не смирилась. Согласно эпической поэме «Тесеида», она подняла восстание и напала на Афины, но её убил в бою Геракл. Псевдо-Аполлодор сообщает, что Антиопа явилась на свадьбу Тесея и Федры в полном боевом облачении и заявила, что убьёт всех присутствующих; началась схватка, в которой Тесей собственноручно убил бывшую супругу (либо это сделали его люди).
Сына Антиопы Ипполита Тесей отправил на воспитание в Трезен, к братьям своей матери. Позже семья снова воссоединилась (по одной из версий, Тесею пришлось отбывать в Трезене год изгнания из-за убийства Паллантидов). Федра влюбилась в пасынка, призналась ему в своих чувствах, но он её отверг. Тогда Федра решила отомстить. Она отправила мужу письмо, в котором говорилось, что Ипполит её изнасиловал, и повесилась (либо письмо нашли в руке у неё мёртвой). Тесей поверил, что так и было, и изгнал сына. В ярости он призвал Посейдона. Когда Ипполит ехал по берегу моря, бог послал волну или быка; кони понесли, и Ипполит погиб. По другой версии, Федра открыто обвинила пасынка перед мужем, а с собой покончила позже, либо испугавшись расследования (Ипполит в этом варианте мифа погиб от того, что «смутился душой» и потерял управление колесницей), либо потому, что вскрылась правда. В любом случае Тесей узнал, что его сына оклеветали, когда Ипполит уже был мёртв либо лежал на смертном одре.

### Похищение Елены
Когда и Тесей, и Пирифой овдовели, они решили сообща найти себе новых жён, причём это должны были быть дочери самого Зевса. На тот момент Тесей был уже пожилым человеком: Гелланик пишет, что ему было около пятидесяти лет. Сначала друзья отправились в Лакедемон за славившейся своей красотой Еленой — дочерью Зевса от местной царицы Леды, жены царя Тиндарея. По данным Гелланика, этой девочке было тогда семь лет, согласно Диодору Сицилийскому — десять, а согласно Псевдо-Аполлодору — двенадцать. Герои похитили Елену, когда та приносила жертвы или танцевала в храме Артемиды, и увезли в Аттику, уйдя от погони (спартанцы гнались за ними до Тегеи). В пути они бросили жребий, дав перед этим друг другу клятву, что похищенная девочка достанется в жёны победителю и что последний поможет другу обзавестись своей женой. Выпал жребий Тесея. По другим данным, изначально предполагалось, что Елена достанется именно ему.
Согласно классической версии мифа, друзья оставили похищенную девочку в аттическом селении Афидны под присмотром матери Тесея Эфры и сестры Пирифоя Фисадии. Тесей не захотел везти Елену в свою столицу, чтобы избежать недовольства афинян, боявшихся ссоры с братьями Елены Диоскурами; к тому же похищенная ещё не могла вступить в брак в силу возраста. Автор схолий к Аполлонию Родосскому пишет, что Елену оставили в Трезене, на родине Тесея. В надписи на одной античной вазе говорится, что девочку увезли в Коринф, а потом в Афины, а по данным Второго ватиканского мифографа, она оказалась в Египте. Некоторые античные авторы пишут, что никакого похищения не было: Тиндарей сам передал дочь под защиту Тесея, боясь, что её захватит в плен Энарефор, сын Гиппокоонта. По ещё одной версии, Елену похитили Афаретиды, которые попросили Тесея постеречь девочку.
Согласно одному из альтернативных вариантов мифа, изложенному, в частности, Исократом и Лукианом, никакой изначальной договорённости двух героев о похищении дочерей Зевса не было. Тесей случайно увидел Елену во время одной поездки в Лакедемон и влюбился в неё; понимая, что Тиндарей не согласится на брак из-за того, что царевна ещё слишком юна, он решил похитить девочку. Пирифой вызвался ему помочь. По данным Диодора Сицилийского, именно это стало началом дружбы героев, и Тесей согласился принять участие в похищении второй дочери Зевса не из-за клятвы, а только в знак благодарности.

### Поход в загробный мир
Теперь героям нужно было добыть ещё одну дочь бога — для Пирифоя. На земле они никого не нашли, и тогда Пирифой предложил отправиться в загробный мир, чтобы похитить Персефону — дочь Зевса от Деметры и жену Аида. Тесей пытался разубедить друга, но, связанный договором, был вынужден уступить. Герои спустились в царство мёртвых либо в Аттике, у подножия одной скалы, либо у мыса Тенар в Лаконике, либо в Арголиде. Похищение не удалось: Аид обманул Пирифоя и Тесея, предложив им сесть на трон Леты, к которому они тут же приросли. Так, удерживаемые драконами, герои провели много времени (согласно Сенеке, четыре года).
Друзья оставались в Аиде до прихода Геракла, которому нужно было по приказу Еврисфея вывести на землю Кербера. Увидев Геракла, Пирифой и Тесей протянули к нему руки с мольбой о помощи. Тот смог оторвать Тесея от скалы, но с Пирифоем, согласно большинству источников, ему это не удалось. В результате тот остался в царстве мёртвых навечно. Впрочем, Диодор Сицилийский сообщает, что Геракл освободил и вывел в мир живых обоих друзей; существовала и версия, согласно которой оба остались в Аиде навсегда.
Некоторые античные авторы поздней эпохи пытались рационализировать миф о походе в загробное царство. Так, Павсаний локализует это событие в Феспротии, где протекает река Ахерон: по его данным, Тесей и Пирифой во главе армии вторглись в эту страну, чтобы захватить дочь местного царя (по-видимому, царевна должна была достаться Тесею), но были разбиты, попали в плен и долго содержались связанными в городе Кихир. По другой версии, описанной у Плутарха, герои отправились в земли молоссов похищать дочь местного царя Аидонея Кору (это имя было одним из эпитетов Персефоны). У Аидонея был лютый пёс Кербер, с которым заставляли сражаться всех женихов царевны. Эта собака растерзала Пирифоя, а Тесей оказался в плену, откуда его выручил Геракл. По версии Филохора, Пирифой и Тесей попытались похитить жену Аидонея по имени Персефона с тем же результатом.
Ещё одним рационализатором мифа стал Страбон. Он пишет в своей «Географии»: «Вероятно, что Тесей и Пирифой… решились на долгие путешествия и оставили о себе славу, будто совершили нисхождение в Аид».

### Гибель
Вернувшись в царство живых, Тесей узнал, что в его отсутствие многое изменилось. Диоскуры освободили свою сестру и захватили в плен мать Тесея Эфру (она стала служанкой Елены), а царём Афин сделали Менесфея. Тесей первым делом помог Гераклу в его войне с новым царём Фив Ликом, а потом очистил Геракла от пролитой им в безумии родственной крови и посвятил родича в элевсинские таинства. Согласно Еврипиду, Тесей по просьбе Геракла сопровождал его до Аргоса, где герои вместе передали Кербера Еврисфею. Потом Тесей направился в Афины. Местные жители отказались принять его обратно на царство; тогда Тесей торжественно их проклял и покинул город как изгнанник.
Герой направился на остров Скирос. От местного царя Ликомеда он хотел получить, по одним данным, помощь против афинян, а по другим — земли на острове, которыми когда-то владел Эгей. Но царь либо испугался гостя, либо решил угодить Менесфею: он привёл Тесея на самую высокую гору острова (якобы чтобы показать его новые владения) и столкнул его в пропасть. По альтернативной версии, Тесей случайно упал сам во время послеобеденной прогулки и разбился насмерть.

### Семья и потомки
Первой женой Тесея стала амазонка, дочь Ареса и Отреры, которую большинство источников называет Антиопой (в альтернативных версиях это Ипполита, Главка или Меланиппа). В этом браке родился сын Ипполит. Второй женой была Федра, дочь критского царя Миноса и Пасифаи, младшая сестра Ариадны, родившая двух сыновей — Акаманта и Демофонта (Пиндар называет матерью последнего Антиопу). Демофонт стал царём Афин после Менесфея, и после него городом правили ещё три поколения Тесеидов.
В источниках упоминаются и другие браки и потомки Тесея. Жёнами героя называют Феребею, Перибею (дочь Алкафоя, родившую Большого Аякса в браке с Теламоном), дочь Ификла Иопу. Тесей состоял в связи с трезенкой Анаксо, изнасиловал дочерей убитых им Синида и Керкиона (дочь Синида Перигуна родила после этого сына Меланиппа), был влюблён в дочь Панопея Эглу. По одной из версий мифа, именно он, а не Дионис, был отцом сыновей Ариадны Энопиона (царя Хиоса) и Стафила (царя Пепарефа).

### Внешность
Источники сообщают, что Тесей остригал волосы спереди, а сзади оставлял длинными. Согласно Павсанию, его волосы, когда он приехал в Афины, «были зачёсаны очень красиво», и поэтому его даже приняли за девушку; Овидий счёл необходимым уточнить, что в молодости Тесей «не украшал висков прикосновеньем щипцов», то есть не завивал волосы. Позже Тесей носил длинную бороду. По данным Катулла, он был русым, а по словам Вакхилида был черноглазым.

## В культуре и искусстве
Тесей относится к числу наиболее знаменитых персонажей греческой мифологии. Отдельные эпизоды его биографии приобрели широкую известность, которая сохраняется и в XXI веке. При этом Тесей очень редко становился главным героем литературных произведений, и единый его образ для западной культуры так и не сложился. Выделяются два основных направления в использовании этого персонажа: представители государственно-правовой мысли видели в Тесее образцового политического деятеля, а писатели и художники, работавшие в более популярных жанрах, — искателя приключений, неверного любовника, незадачливого супруга и отца. В рамках, заданных этими сюжетными коллизиями, Тесей оказывался на второстепенных позициях. Главными героями становились побеждённый им Минотавр, брошенная им Ариадна, трагически погибшие сын (Ипполит) и жена (Федра). Роль протагониста Тесей получает, только когда речь заходит о противостоянии молодой культуры архаике. Эта тема стала актуальной уже в XX веке.

### Память о Тесее в Афинах
В Афинах с начала исторической эпохи Тесей был одним из наиболее почитаемых героев. Путникам показывали то место, где жил Эгей и где этот царь выбил из рук Тесея чашу с отравленным вином, а также место, где Тесей проклял афинян перед уходом в изгнание (оно называлось Аратерий — «место проклятий»). Тесея считали учредителем целого ряда значимых праздников: это были Тесейи (на них собирали деньги с помощью специального налога — «пяти драхм для Тесея»), Осхофории («приношение гроздьев»), Панафинеи, Синойкии (Метэкии), Кибернесии (морской праздник, отмечавшийся в Пирее). Считалось, что именно этот царь первым в Элладе начал чеканить монету (в действительности первые монеты в регионе появились только в VII веке до н. э.), что он инициировал колонизацию северо-западного побережья Малой Азии, ставшего Ионией. Тридцативёсельный корабль, на котором Тесей приплыл с Крита, афиняне хранили до конца IV века до н. э. Он постепенно обновлялся, что дало философам повод для постоянных споров: «одни утверждали, что он остается самим собою, другие — что он превратился в новый предмет». С именем Тесея некоторые античные авторы связывают появление феномена остракизма — изгнания человека, опасного для демократии, с помощью голосования на глиняных черепках (предполагалось, будто именно Тесей был первым человеком, которого изгнали из Афин таким образом). В афинской вазописи к началу VI века до н. э. образ Тесея использовался не менее часто, чем образ Геракла.
В середине VI века до н. э. популярность Тесея начала уменьшаться — предположительно потому, что захвативший власть Писистрат и его сыновья поддерживали культ Геракла. Однако, по-видимому, Тесея продолжали почитать члены могущественного аристократического рода Алкмеонидов. В 510 году до н. э. тирания была свергнута, а вскоре начались греко-персидские войны, в ходе которых популярность Тесея поднялась на новую высоту. В битве афинян и платейцев с персами при Марафоне (490 год до н. э.), по словам некоторых очевидцев, эллинам «явился Тесей в полном вооружении, несущийся на варваров впереди греческих рядов». Позже оракул повелел афинянам найти останки героя и перенести их в свой город. Исполнением этого приказа занялся в 476 году до н. э. военачальник Кимон. Он занял Скирос и начал поиски. Местные жители утверждали, что могилы Тесея на острове нет, но однажды афиняне заметили орла, клюющего какой-то холмик. Они начали копать в этом месте и нашли гроб огромных размеров, рядом с которым лежали меч и копьё из меди. Никто не усомнился в том, что это могила Тесея. Гроб привезли в Афины, где его встретил с ликованием весь народ, и поместили в специально построенный храм — Тесейон (позже были построены ещё три святилища). С этого момента существовал государственный культ Тесея. Восьмого числа каждого месяца (считалось, что число «восемь» было особенно близко Тесею) приносились жертвы, и Диодор Сицилийский пишет даже о «божественных почестях», но это, по-видимому, преувеличение: речь должна идти о культе героя.
Такой рост популярности Тесея исследователи объясняют по-разному. Некоторые видят здесь влияние личных предпочтений Кимона: этот военачальник либо искренне интересовался фигурой легендарного царя Афин, либо нуждался в союзе с Алкмеонидами, которые почитали этого героя, либо хотел завоевать популярность, внедряя новый культ. Другие учёные видят в данных событиях попытку Афин обосновать свои претензии на верховенство среди ионийцев; образ Тесея в этом случае становился «носителем имперской идеи». Существует и мнение, что события 470-х годов до н. э., когда афинянам пришлось дважды возвращаться на развалины своего города, вызвали ассоциации с мифологическим синойкизмом и заставили по-новому взглянуть на миф о Тесее. Наконец, иониец Тесей противопоставлялся дорийцу Гераклу, символизировавшему Спарту — главного противника Афин после разгрома персов. Популярность Геракла с определённого момента объясняли тем, что Тесей перед уходом в изгнание передал своему родичу участки земли, на которых стояли царские святилища.

### Античное изобразительное искусство
Многие эпизоды биографии Тесея стали источниками сюжетов для античных художников и скульпторов. Возможно, к архаической эпохе относится упомянутая у Павсания статуя героя, стоявшая в Мессене, во «Дворце жертв», рядом с изваяниями Гермеса и Геракла. Наиболее ранние из датированных изображений относятся к VIII—VII векам до н. э., и они используют тему минотавромахии (боя с Минотавром). На них по-юношески безбородый Тесей, обнажённый или в хитоне, неизменно держит противника левой рукой за рога, за шею или за руку, а правой вонзает меч ему в грудь. За спиной у героя стоит Ариадна с клубком ниток в руках; кроме того, на некоторых изображениях присутствуют Минос, Афина, Гермес, афиняне, прибывшие на Крит вместе с Тесеем. Иногда Минотавр использует камень в качестве оружия. Такие изображения появлялись на вазах, на золотых пластинах, в виде рельефов.
Начиная с VI века до н. э. художники и скульпторы изображали подвиги Тесея, совершённые им на пути из Трезена в Афины (эпизод с Перифетом начали обрабатывать позже остальных). Сначала это были росписи ваз, позже к ним добавились рельефы. С VI века появляются целые циклы изображений, на которых были запечатлены все победы Тесея, иногда включая победы над марафонским быком и Минотавром. Если такие циклы появлялись на чашах, минотавромахию изображали на внутренней поверхности, а другие подвиги — на внешней. Характерный пример — краснофигурная чаша из Вульчи, датированная 420-ми годами до н. э., которая находится в Британском музее. Картины, изображающие подвиги Тесея, украшали стены Тесейона и Парфенона, причём герой был изображён с лицом самого влиятельного афинянина той эпохи — Перикла.
С V века до н. э. художники и скульпторы использовали и другие связанные с Тесеем сюжеты: войну с амазонками, эпизод с Ариадной, похищение Елены, поход в Аид. Обилие таких изображений исследователи связывают с попытками афинян сделать Тесея «ионийским Гераклом». Сюжет о том, как Тесей нашёл отцовский меч под камнем, начали использовать не позже последнего десятилетия V века до н. э. Павсаний описывает медную скульптуру на эту тему на афинском акрополе, сохранились изображения на монетах, произведения стенной (кампанской) живописи. Сохранился ряд чаш с краснофигурной росписью, на которой Тесей прибывает в Афины. В левой руке он держит копьё, правую протягивает к Эгею в знак приветствия, но при этом его страстно обнимает женщина (видимо, Эфра); сзади Тесея стоит Артемида, справа ему уже подносят чашу с отравленным вином. Сцена, в которой Эгей выбивает эту чашу из рук сына, запечатлена на терракотовом рельефе и ряде его копий, хранящихся в разных музеях.
Сохранились четыре краснофигурные чаши, на которых изображён эпизод с кольцом Миноса: Тесей приветствует Посейдона, Амфитрита уже держит в руках венец, который хочет подарить герою. В одном случае, на кратере из Акраганта, в этой сцене участвует и Главк. Сохранилась ваза, на которой Ариадна протягивает Тесею яблоко в знак своей любви. Ещё на двух изображениях (на рельефе и на медальоне из Вьенна) Ариадна отдаёт Тесею клубок ниток; на первом оба стоят, и за спиной у Тесея виден вход в Лабиринт, а на втором царевна сидит, и за ней видна статуя богини, а за Тесеем — стоящий гоплит. На фризе в Амиклах царевич ведёт в Афины связанного Минотавра.
Похищение Елены стало темой рельефа на троне Аполлона Амиклейского, краснофигурной росписи на протокоринфском лекифе VII века до н. э., росписи этрусской вазы из Вольсиний, которая хранится в Мюнхене (на ней Тесей несёт Елену, а за ним идёт Пирифой, оглядываясь на преследователей). Согласно Павсанию, Тесей был изображён вместе с Пирифоем на картине Панэна в храме Зевса в Олимпии. Рядом со своим другом Тесей был нарисован и Полигнотом на картине, изображавшей загробное царство и находившейся в первые века н. э. в Дельфах. По словам Павсания, на этой картине «Тесей держит в руках мечи, свой и Пирифоя». Сохранились апулийская ваза, на которой Тесея терзают эринии, и образец этрусской стенной живописи из Корнето, на котором его обвили змеи. На аттическом кратере в Метрополитен-музее изображено появление в загробном царстве Геракла (Тесей сидит на камне).

### Античная литература
Наиболее ранние из сохранившихся литературных текстов, где упоминается Тесей, — это «Илиада» и «Одиссея» Гомера. В «Илиаде» «бессмертным подобный» царь Афин — один из тех могучих героев, рядом с которыми сражался против кентавров царь Пилоса Нестор. В «Одиссее» заглавный герой, спустившийся в подземное царство, хочет увидеть «славных, богами рождённых, Тесея царя, Пиритоя», но вынужден уйти до этой встречи. Согласно Плутарху, строка с упоминанием афинского царя была вставлена в «Одиссею» уже в VI веке до н. э. по приказу Писистрата, который хотел таким образом угодить афинянам; впрочем, исследователи допускают, что и эта строка, и упоминание в «Илиаде» могли появиться в то время, когда складывался канонический текст поэм.
Тесей стал главным героем эпической поэмы «Тесеида», автор которой неизвестен. Именно этот текст, не сохранившийся до наших дней, стал источником сюжетного материала для всех последующих античных писателей. Предположительно в поэме не было чётко обрисованного образа Тесея, а потому в более поздних произведениях появлялись самые разные трактовки. Подвиги, совершённые героем в юности, на пути из Трезена в Афины, не удостоились особого внимания античных авторов: они были похожи на подвиги Геракла и при этом выглядели заметно более бледно. Миф о путешествии Тесея на Крит был более популярен, но чаще всего в источниках фигурирует та его часть, которая связана с Ариадной. О браке этой царевны с Дионисом сообщает (не упоминая Тесея) Гесиод в своей «Теогонии»; поэты эллинистической Греции и Рима пишут об Ариадне, которую покинул возлюбленный, с сочувствием, но не возлагают на Тесея вину за случившееся: в их изображении герой просто выполняет волю Диониса, когда оставляет Ариадну на Наксосе.
Вакхилид посвятил встрече Тесея с отцом один из своих дифирамбов. Трагедии под названием «Эгей» написали Софокл и Еврипид, и в них речь шла о той же встрече, а также о победе царевича над марафонским быком. В трагедии Софокла «Тесей», известной благодаря нескольким папирусным находкам, рассказывалось о победе заглавного героя над Минотавром. У Еврипида тоже была пьеса с таким названием, но о её содержании нет надёжной информации; в источниках упоминаются ещё «Тесей» Ахея Эретрийского и «Тесей» Авла Кремуция Корда (начало I века н. э.). В «Элевсинянах» Эсхила и «Просительницах» Еврипида (422/420 год до н. э.) Тесей переговорами добивается выдачи тел погибших под Фивами сторонников Полиника; в «Фиваиде» Стация он с той же целью приводит к Кадмее армию и разбивает царя Креонта. Наконец, о Тесее в связи с фиванскими мифами говорится в «Эдипе в Колоне» Софокла (401 год до н. э.): здесь благочестивый царь Афин даёт защиту и приют слепому изгнаннику.
Наиболее значимым для мировой литературы стал сюжет о Тесее и Федре. Предположительно он сформировался в V веке до н. э. в афинской драматургии. Первым его использовал Софокл, написавший трагедию «Федра», от которой сохранились только фрагменты. Позже (примерно в середине 430-х годов до н. э.) Еврипид создал пьесу, известную под названием «Ипполит, закрывающийся плащом»: действие в ней происходит в Афинах, когда Тесей находится в царстве мёртвых, и в одной из сцен Федра открыто признаётся пасынку в любви, а потом объявляет вернувшемуся мужу, что Ипполит её изнасиловал. Такая версия сюжета оказалась слишком неприемлемой для афинского зрителя. Поэтому Еврипид написал в 428 году до н. э. вторую версию, «Ипполит, несущий венок», в которой действие происходит уже в Трезене. Здесь зритель не слышит откровенных разговоров: Федра, не встретив взаимность, совершает самоубийство, и в её руках находят письмо с ложным признанием. Вторую версию воспроизвёл в своих «Фабулах» Псевдо-Гигин, первую — Псевдо-Аполлодор, автор гомеровских схолий, Овидий в «Героидах» и Луций Анней Сенека в трагедии «Федра». Трагедию на ту же тему написал живший в эллинистическую эпоху Ликофрон; у Сопатра Пафосского есть комедия «Ипполит». В целом писатели, разрабатывавшие этот сюжет, старались оставить Тесея положительным героем: в их изображении царь Афин сначала слишком легко верит клевете жены и проклинает сына, но потом раскаивается в содеянном.
В ряде античных текстов Тесей фигурирует как мудрый правитель и основатель афинской государственности. В «Истории» Геродота он совсем не упоминается (хотя там идёт речь, например, о Марафонской битве). Однако уже у Фукидида Тесей — «мудрый и могущественный владыка», который установил порядок в Аттике. Некоторые упоминания героя у Софокла, Еврипида и Аристофана позволяют думать, что он отождествлялся с афинским полисом; его победу над Минотавром эллинские интеллектуалы трактовали как победу Афин над Критом и цивилизации над архаикой. Начиная с середины V века до н. э. Тесея считали не только синойкистом, но и основателем демократии, хотя он по-прежнему фигурировал в источниках как царь. Эта тенденция прослеживается вплоть до Плутарха, включившего биографию Тесея в свои «Сравнительные жизнеописания» в паре с биографией Ромула — основателя Рима.
В астрономии
Созвездие, которое сейчас известно как Геркулес, в античную эпоху называлось созвездием Коленопреклонённого, и некоторые древние авторы связывали его с Тесеем. Так, Гай Юлий Гигин, ссылаясь на Гегесианакта, утверждает, что в этом созвездии Тесей предстаёт взору так, словно он поднимает скалу в Трезене. Созвездие Лира, которое находится рядом с созвездием Коленопреклонённого, по мнению Гигина, тоже принадлежит Тесею, «ведь он был сведущ во всяких видах искусств и умел, помимо всего прочего, играть на лире».
С Тесеем связывают созвездие Венец, ныне известное как Северная Корона. Это тот самый венец, который герою подарила либо Амфитрита в море, либо Ариадна на Крите.

### Средние века
В эпоху Средних веков миф о Тесее получил новое, аллегорическое звучание в христианском духе. Теперь в античных рассказах о легендарном афинском царе видели зашифрованное сообщение о том, как Иисус Христос (Тесей) спустился в ад (Лабиринт в Кноссе), чтобы победить сатану (Минотавра). Об этом писали комментаторы мифографических сочинений, в этом ключе создавали свои произведения средневековые художники. Лабиринт авторы церковных мозаик и иллюстраций к книгам изображали и как загробный мир, состоящий из одиннадцати кругов, и как путь к святости, полный препятствий, но не имеющий альтернативы.
Одним из немногих исключений стал «Роман о Розе» (XIII век), где эпизод с походом в загробный мир получает новую трактовку, сближаясь с мифом об Орфее и Эвридике: здесь Тесей так любит Пирифоя, что после его смерти отправляется за своим другом в царство мёртвых. В XIV веке интерес к античности начал усиливаться в Италии, переживавшей тогда Раннее Возрождение. В частности, Джованни Боккаччо написал эпическую поэму «Тезеида» (1339—1342 годы), задуманную как описание похода Тесея против амазонок и его участия в фиванских делах (здесь очевидно влияние «Фиваиды» Стация). «Тезеида» заметно повлияла на восприятие античной мифологии во всей Европе эпохи Возрождения; однако заглавный герой занимает в ней скромное место, являясь всего лишь судьёй в конфликте между центральными персонажами. Около 1380 года свою вариацию этого сюжета создал английский поэт Джеффри Чосер в «Рассказе рыцаря», вошедшем в состав сборника «Кентерберийские рассказы».

### Раннее Новое время
Литература и музыка
Уильям Шекспир первым изобразил Тесея в комическом ключе. В его комедии «Сон в летнюю ночь» (1590-е годы), написанной отчасти под влиянием Чосера, сюжетные рамки очерчены свадьбой Тесея («герцога афинского») и Ипполиты. На этом фоне разворачивается выдуманная драматургом история, где использован в том числе миф о Минотавре.
В эпоху барокко Тесей стал героем множества пьес, послуживших литературными основами для опер. Заглавным персонажем он становился только изредка, и в этих случаях в основу сюжета ложились выдуманные любовные коллизии с участием Медеи и Эглы. Наиболее известным из таких произведений стала опера Жана-Батиста Люлли с либретто Филиппа Кино (1675 год). В ней Медея влюблена в Тесея, а он влюблен в Эглу, как и Эгей; Медея, поняв безнадёжность своей страсти, решает отравить Тесея, но Эгей в последний момент узнаёт его по рукояти меча. Эта музыкальная трагедия имела огромный успех у зрителей. В 1713 году на тот же сюжет создал свою оперу Георг Фридрих Гендель (автор либретто — Николо Франческо Хайм). Другие музыкальные произведения на эту тему — «Тесей» Франческо Провенцале (1658 год), «Тесей» Франсуа-Жозефа Госсека (1782 год), «Узнанный Тесей» (Teseo riconosciuto) Гаспаре Спонтини (1798 год).
Популярным стал сюжет о Тесее и Ариадне. Пьесы под названием «Ариадна» написали в XVII веке Оттавио Ринуччини, Винченцо Джусти, Тома Корнель, Иван Гундулич, Уильям Давенант, в XVIII веке — Пьер Якопо Мартелло. Перу Лопе де Веги принадлежит пьеса «Критский лабиринт», перу Александра Арди — «Похищенная Ариадна». Все эти произведения стали литературной основой для множества опер, в числе которых «Ариадна» Клаудио Монтеверди, Робера Камбера, Бенедетто Марчелло, Джузеппе Марии Орландини, «Ариадна и Тесей» Никола Порпоры, «Обманутая, а затем ставшая богиней Ариадна» Райнхарда Кайзера, «Ариадна на Крите» Георга Фридриха Генделя и другие.
Персонажем с трагической судьбой стал Тесей в многочисленных обработках мифа о Федре и Ипполите: оказавшись жертвой обстоятельств, он верит любимой жене и губит собственного сына. Первым в эпоху Нового времени за этот сюжет взялся Робер Гарнье (трагедия «Ипполит», 1573 год), за ним последовали Габриэль Жильбер (1647 год), Мишель Бидар (1675 год). Наибольшую известность снискала трагедия Жана Расина «Федра» (1677 год), ставшая одной из трёх канонических обработок сюжета (после пьес Еврипида и Сенеки). В музыке этот сюжет использовали Жан-Филипп Рамо («Ипполит и Арисия», 1733—1757 годы), Кристоф Виллибальд Глюк («Ипполит», 1745 год).
Иногда Тесей предстаёт в образе мудрого правителя и основателя государства. Это происходит, в частности, в «Государе» Никколо Макиавелли (1513 год), в «Диалогах мёртвых» Франсуа де Фенелона.
Изобразительное искусство
Миф о Минотавре лёг в основу целой серии изображений на кассоне (свадебных сундуках), созданных неизвестным итальянским художником. Это четыре больших панели, каждая из которых содержит несколько изображений. Французские классицисты Никола Пуссен («Юный Тесей находит меч своего отца», 1630 год) и Лоран де Ла Гир («Тесей в Трезене», около 1640 года) запечатлели тот момент, когда юный герой находит меч и сандалии, оставленные ему Эгеем. Действие этих картин происходит среди руин, которых нет у античных авторов; у Ла Гира Тесей, поднимая огромный обломок башни, находит под ним отцовскую обувь неповреждённой. В результате получается, что художники не иллюстрируют греческий миф, а создают свой собственный.
Франческо Приматиччо между 1547 и 1553 годами изобразил на одном из эскизов сцену, в которой Федра обвиняет Ипполита перед Тесеем.

### XIX—XXI века
Литература и музыка
В XIX веке образцовым политическим деятелем признали Тесея Георг Гегель (в связи с возможным объединением Германии) и Уго Фосколо, сравнивавший афинского царя с Наполеоном. В XX веке появились произведения, в которых Тесей стал заглавным героем, — повесть Андре Жида (1946 год) и дилогия Мэри Рено, включавшая романы «Царь должен умереть» (1958 год) и «Бык из моря» (1962 год). В обоих случаях повествование ведётся от первого лица. Жид абстрагируется от мифологического материала, чтобы говорить об общечеловеческих проблемах. Рено же, уверенная в том, что Тесей существовал в действительности, интерпретирует миф с максимально реалистичной точки зрения, помещая жизнь своего героя в контекст борьбы патриархального уклада с матриархальным и связывая убийство Минотавра с гибелью кносского дворца.
Продолжалась разработка традиционных для европейской литературы сюжетов. Миф о Тесее и Ариадне использовали в своём творчестве Иоганн Готфрид Гердер («Ариадна»), Эмиль Людвиг («Ариадна на Наксосе»), Марина Цветаева («Ариадна»). Последняя написала также пьесу «Федра» и хотела написать пьесу «Елена», которая бы стала последней частью трилогии; этот замысел не был осуществлён. О Тесее и Федре писали также Алджернон Суинберн (1866 год), Габриэле Д’Аннунцио (1909 год), Мигель де Унамуно (1910 год). Тесей появляется в операх Жюля Массне («Ариадна», 1906 год), Богуслава Мартину («Ариадна», 1958 год), в ряде музыкальных произведений по «Федре» Расина.
В европейской литературе приобрёл популярность мотив лабиринта, в связи с чем подвергались переосмыслению образы Минотавра и Тесея. Для Хулио Кортасара («Короли», 1949 год) и Никоса Казандзакиса («Тесей», 1953 год) афинский царь — герой-цивилизатор, который увидел в Минотавре животную сторону человеческой натуры и победил её. Для Маргерит Юрсенар Минотавр — воплощение собственной судьбы Тесея, так что последний по определению не может победить в поединке и выбраться из лабиринта. Хорхе Луис Борхес в новелле «Дом Астерия» (1949 год) изобразил Минотавра как существо, которое считает себя богом, «избавляет от зла» принесённых ему в жертву людей и рассчитывает получить от Тесея такое же избавление. Однако чаще всего данная тема интересует писателей вне связи с Минотавром: литературные герои, которые оказываются затеряны в подобии лабиринта, изображаются как своеобразные двойники Тесея, потерявшие ариаднину нить. Это происходит в произведениях Эмиля Золя, Франца Кафки, Жана Кокто, Макса Фриша, Алена Роб-Грийе. В роли Тесея может оказаться и читатель, затерявшийся внутри Лабиринта-текста (характерный пример — «Имя розы» Умберто Эко, 1980 год).
Миф о Тесее лёг в основу сюжета ряда фантастических романов. Это «Лабиринт Минотавра» Роберта Шекли (1990 год), «Покушение на Тесея» Кира Булычёва (1994 год), «Нить Ариадны» Фреда Саберхагена (2000 год), «Шлем ужаса» Виктора Пелевина (2005), «Бык из машины» Генри Лайона Олди (2017 год) и другие произведения.
Изобразительное искусство
Скульптор-классицист Антонио Канова, работавший на рубеже XVIII и XIX веков, создал ряд изваяний, изображающих борьбу Тесея с Минотавром. На них Тесей предстаёт то брутальным героем, не знающим жалости, то меланхоликом, который грустит после одержанной им победы. Импрессионист Ловис Коринт изобразил Тесея в ироническом ключе на картине «Ариадна на Наксосе». Здесь Тесей, который держит на коленях голову спящей Ариадны, явно испуган приближением процессии Диониса; эта сцена символизирует своеобразный реванш архаического начала в его борьбе с цивилизацией. Схожим образом трактовали миф сюрреалисты Андре Массон, Сальвадор Дали и Пабло Пикассо.
Кинематограф
Тесей стал героем ряда художественных фильмов. В 1960 году на экраны вышла лента «Минотавр, дикое чудовище Крита» («Тесей против Минотавра»); роль Тесея в ней сыграл американский легкоатлет Боб Мэтиас. В 1962 году Жюль Дассен снял фильм «Федра», в котором действие перенесено в современную Грецию. В том же году в США вышла на экраны комедия «Три балбеса встречают Геркулеса», Тесея в ней сыграл Хэл Смит. В 1971 году в СССР был создан мультфильм «Лабиринт. Подвиги Тесея».
В 2010-е годы вышли два американских фильма: «Война богов: Бессмертные» Тарсема Сингха (2011 год, в роли Тесея Генри Кэвелл) и «Тесей и Минотавр» Джошуа Кеннеди (2017 год, в роли Тесея Марко Муньос).

## Толкование мифа учёными
Существуют мнения, что Тесей существовал в реальности и что миф о его победе над Минотавром — это рассказ об освобождении Афин от власти Критской морской державы. В частности, Фриц Шахермайр датирует эти события примерно 1500 годом до н. э. и связывает их с минойским извержением. Миф о победе над Марафонским быком — это, возможно, аллегорическое описание присоединения Марафона к Афинам. Античной традиции, рассказывающей об афинском синойкизме, учёные в целом доверяют, но по ряду принципиальных вопросов ведутся дискуссии. Нет единого мнения о том, был ли синойкизм только политическим (симполитией) или был связан с переселением части населения Аттики в новый центр. Неясно и когда произошло объединение региона: звучат мнения в пользу микенской эпохи и X—IX или даже VIII веков до н. э. Сторонники последней версии говорят о том, что в образе Тесея античные мифографы объединили черты двух персонажей. Один из них — типичный герой эллинской мифологии, убивающий чудовищ и совершающий военные походы, а другой — правитель из «тёмных веков», при котором Афины оформились как государство. В любом случае образ Тесея исследователи считают многослойным. С происхождением от Посейдона связан слой ранней классики, победы героя над чудовищами — зрелая классика, а государственная деятельность — это полуисторическое и символическое толкование, характерное для поздней античности.
Существует гипотеза, что изначально Тесей принадлежал вместе со своим другом Пирифоем к фессалийскому мифологическому циклу и только в VII веке до н. э. предания о нём укоренились на северо-востоке Аттики, в районе Марафона. Именно он мог быть царём лапифов, но позже его место занял Пирифой.